# 1999 à la télévision
| Années de la télévision : 1996 - 1997 - 1998 - 1999 - 2000 - 2001 - 2002    |
| Décennies de la télévision : 1960 - 1970 - 1980 - 1990 - 2000 - 2010 - 2020 |

Cet article présente les faits marquants de l'année 1999 à la télévision.

## Événements
- 8 septembre : Premier numéro de Des mots de minuit, émission culturelle faisant suite au Cercle de minuit
- 4 novembre : Naissance de I-Télé, chaîne d'information du groupe Canal+.

## Émissions
- 10 janvier : Club Disney (TF1)
- 6 septembre : Faut que ça saute ! (Canal J)
- 11 septembre : Les Zouzous (La Cinquième)
- 22 novembre : C'est mon choix (France 3)
- 17 décembre : Première de l'émission 120 minutes de bonheur sur TF1.

## Documentaire
- Galilée, le messager des étoiles par Jean-Claude Lubtchansky sur Arte
- Vers Tombouctou : L'Afrique des explorateurs par Jean-Claude Lubtchansky sur Arte

## Séries télévisées
- 27 février : M6 diffuse le premier épisode de la série américaine Charmed.
- 1er mai : Bob l'éponge commence à être diffusé aux États-Unis.
- 24 mai : Fin de la série américaine Melrose Place.
- 7 mars : Premier épisode de Digimon.
- 4 septembre : Début de la série La Nouvelle Famille Addams en France sur TF1 dans l'émission TF! Jeunesse.
- 5 septembre : Premier épisode de Pokémon en France.
- 6 septembre : La série d'animation française Oggy et les Cafards commence à être diffusée dans l'émission Les Minikeums, sur France 3.
- 13 septembre : 
  - Date à laquelle la lune quitte son orbite dans la série Cosmos 1999.
  - Début d'une émission pour enfants de Mona le vampire diffusé sur les ondes de YTV au Canada.
- 22 septembre : Les Américains découvrent les coulisses de leurs institutions et le fonctionnement de la présidence dans À la Maison-Blanche sur NBC.
- 30 août : La chaîne Sci Fi diffuse le premier épisode de la série américaine Starship Troopers.
- 11 octobre : France 2 diffuse le premier épisode d'Un gars, une fille réalisé par Isabelle Camus et interprété par Jean Dujardin et Alexandra Lamy.

## Distinctions

### Emmy Awards (États-Unis)
- Meilleur feuilleton ou série dramatique : The Practice : Bobby Donnell et Associés
- Meilleure série d'humour : Ally McBeal
- Meilleure série pour enfants et adolescents : Tell Us About Your Life
- Meilleure actrice dans un feuilleton ou une série dramatique : Edie Falco pour le rôle de Carmela Soprano pour l'épisode College des Soprano (The Sopranos)
- Meilleur acteur dans un feuilleton ou une série dramatique : Dennis Franz pour le rôle de Andy Sipowicz dans New York Police Blues (NYPD Blue)
- Meilleur acteur dans une série comique : John Lithgow pour le rôle de Dick Solomon dans Troisième planète après le Soleil (3rd Rock From The Sun) - (NBC)
- Meilleure actrice dans une série comique : Helen Hunt pour son rôle dans Dingue de toi
- Meilleur réalisateur pour un feuilleton ou une série dramatique : Paris Barclay pour l'épisode Hearts And Souls de New York Police Blues (NYPD Blue)
- Meilleur scénario pour un feuilleton ou une série dramatique : James Manos et David Chase pour l'épisode College des Soprano (The Sopranos)

### Sept d'or (France)
- Meilleure œuvre de fiction : Le Comte de Monte-Cristo, produit par Jean-Pierre Guérin et réalisé par Josée Dayan, TF1
- Personnalité télé de l'année élue en direct par les téléspectateurs : Vincent Lagaf'

## Principales naissances
- 11 juin : Katelyn Nacon, actrice américaine.
- 27 juin : Chandler Riggs, acteur américain.

## Principaux décès
- 11 mars : Stefan Schnabel, acteur allemand (° 2 février 1912).
- 30 mars : Terry Wilson, acteur américain (° 3 septembre 1923).
- 8 mai : Dana Plato, actrice américaine (° 7 novembre 1964).
- 1er juillet : Sylvia Sidney, actrice américaine (° 8 août 1910).
- 24 août : Mary Jane Croft, actrice américaine (° 15 février 1916).
- 6 septembre : René Lecavalier, animateur sportif (° 5 juillet 1918).
- 22 septembre : George C. Scott, acteur américain (° 18 octobre 1927).
- 28 décembre : Clayton Moore, acteur américain (° 14 septembre 1914).
- 31 décembre : Alain Gillot-Pétré, ancien présentateur météo sur TF1 (° 16 juin 1950).